# Autoportret (F 626)
Autoportret (F 626) (niderl. Zelfportret), (ang. Self-portrait) – tytuł obrazu olejnego (nr kat.: F 626, JH 1770) namalowanego przez Vincenta van Gogha pod koniec sierpnia 1889 podczas jego pobytu w miejscowości Saint-Rémy. Obraz znajduje się w zbiorach National Gallery of Art w Waszyngtonie.

## Historia
Choć kariera van Gogha trwała krótko, zaledwie dziesięć lat, okazał się on artystą wyjątkowo płodnym i innowacyjnym. Eksperymentował z różnymi gatunkami malarstwa jak pejzaż, martwa natura czy portret, ale to dopiero w autoportretach dał się poznać jako artysta. Podobnie jak jego poprzednik, Rembrandt, van Gogh był oddanym adeptem sztuki autoportretu. Namalował nie mniej niż 36 autoportretów, z których pierwsze powstały zaraz po jego przybyciu do Paryża w marcu 1886, a ostatnie podczas pobytu w szpitalu Saint-Paul-de-Mausole w Saint-Rémy w 1889.
W pierwszych miesiącach dobrowolnej izolacji uwaga artysty skupiona była na otaczającym szpital krajobrazie. Ale na początku lipca 1889 podczas malowania w plenerze van Gogh doznał poważnych ataków choroby, które mogły być objawem padaczki. Przez pięć tygodni nie wychodził z pracowni. Omawiany autoportret jest pierwszym dziełem namalowanym przez van Gogha po dojściu do pełni sił.

## Opis
Koścista twarz artysty nosi ślady jego niedawnych zmagań. Nie tylko kontrastowe kolory powodują, że jest ona bledsza, niż zwykle; bladożółta zieleń dodaje rysu wiarygodności jego ówczesnej kondycji.
W liście do brata Theo artysta napisał:
Ludzie mówią – a ja jestem skłonny w to uwierzyć – że jest trudno poznać samego siebie – ale nie jest też łatwo namalować siebie. W tej chwili pracuję nad dwoma autoportretami – ze względu na brak modelu – ponieważ jest najwyższy czas, żebym namalował jakaś postać. Pierwszy [autoportret] zacząłem pierwszego dnia, kiedy wstałem, byłem wychudzony, blady jak jakiś diabeł. Niebieskofioletowe tło i biaława głowa z żółtymi włosami to efekt kolorystyczny.
Artysta przedstawił siebie podczas pracy: ubrany jest w fartuch malarski, a w ręku trzyma pędzle i paletę. Jego wzrok jest nieufny i baczny, malująca się w oczach niechęć sugeruje, iż świat na płótnie jest miejscem bezpieczniejszym, niż świat realny. Dla oddania tego spojrzenia van Gogh posłużył się jednym z najstarszych tricków zaczerpniętych z podręcznika malarstwa – jego oczy nie patrzą równolegle, przez co można odnieść wrażenie, iż wzrok artysty nie jest utkwiony w czymś rzeczywistym, a jest skierowany do wewnątrz, w wyimaginowane światy, gdzie dosłowny obraz nie jest potrzebny. Oczy te, jednocześnie nieufne i marzycielskie, odzwierciedlają duszę człowieka, do którego przylgnęła etykieta szaleńca.
Autoportret ten wyraźnie różni się od innego autoportretu, namalowanego w tym samym czasie, znajdującego się w Musée d’Orsay, na którym artysta jest wyraźnie spokojniejszy i bardziej opanowany.